# Север Френцю
Север Френцю (рум. Sever Frențiu; 15 ноября 1931, Сэкуени — 6 ноября 1997, Арад , Румыния) — румынский живописец послевоенного и современного искусства, сценограф
, витражист, гравёр, график, керамист , мозаичист.
В 1955 году окончил Институт изящных искусств «Ион Андрееску» в Клуже.
С 1958 по 1970 год возглавлял Арадский филиал союза художников Румынии. Регулярно участвовал в художественных и сценографических выставках в разных городах страны. В 1968 году организовал персональную выставку в Араде.
В качестве сценографа сотрудничал с разными театрами, в том числе: Театром кукол в Араде (1957—1961), Государственным театром в Араде (1961—1970), Театром в Дебрецене (1967—1968), киностудией «Буфтеа». (1973, 1976, 1978), будапештским театром «Ион Крянгэ» (1978), Орхус-Театром в Дании (1978), Норске-Театром в Осло (1979), Рикс-Театром Осло (1981), в театром марионеток в Женеве (1986), французским театром «Эдмонтон» в Канаде (1986), театром «Буландра» (1989), Малым театром Бухареста (1992), Еврейским театром Бухареста (1997) и другими.
Создал несколько витражей, мозаик и работ из керамики.
Его работы находятся в коллекциях Канады, США, Японии, Англии, Бельгии, Франции, Германии, Норвегии, Дании, Италии, Венгрии и Румынии.